# Joe & Mac
Joe & Mac, titolo completo Joe & Mac: Caveman Ninja è un videogioco a piattaforme del 1991, pubblicato per arcade dalla Data East. Distribuito in Giappone con il titolo Joe & Mac: Tatakae Genshijin (ジョーとマック 戦え原始人?, Jō to Makku Tatakae Genshijin), in seguito fu convertito per Super Nintendo, Sega Mega Drive, Nintendo Entertainment System, Game Boy, Amiga e personal computer.

## Trama
Joe e Mac sono gli eroi del gioco, due uomini preistorici dai capelli (rispettivamente) verdi e blu. Il loro obiettivo è semplicemente quello di salvare alcune giovani donne rapite da un gruppo di cavernicoli rivali.

## Modalità di gioco
I due protagonisti devono combattere nel corso dei livelli di gioco contro numerosi nemici (umani, animali e vegetali) utilizzando armi come boomerang, ossa, fuoco, elettricità, ruote di pietra, clave e persino proiezioni di loro stessi. Si usano un joystick e due tasti (A per attaccare, B per saltare). Le vite sono 3, con punti ferita; l'energia perduta può essere recuperata sia tramite l'assunzione di cibi sparsi lungo il percorso sia al completamento di ogni livello. Si guadagnano vite extra al raggiungimento di determinati punteggi, ed è possibile ottenerne due ulteriori in un paio di livelli, colpendo bersagli nascosti. Gli eroi possono anche temporaneamente diventare invincibili, dopo essersi impadroniti di una bibita.
Nella versione arcade i boss sono complessivamente 10: dopo aver sconfitto l'ultimo, il giocatore può scegliere fra tre uscite, ognuna delle quali conduce a un finale diverso, ma tutti caratterizzati da tocchi umoristici (presenti peraltro anche nel resto del gioco): in uno di essi, Joe e Mac trovano ad attenderli una lunga fila di ragazze; in un altro, una donna di taglia extra-large; nell'ultimo, un cavernicolo dall'aria effeminata bramoso di accoppiarsi con loro.

## Serie
- Joe & Mac: Caveman Ninja (1991)
- Joe & Mac 2: Lost in the Tropics (1992), sequel[1]
- New Joe & Mac: Caveman Ninja (2022), remake[2] [3]. Sviluppato da Mr. Nutz Studio, il videogioco, caratterizzato da uno stile grafico hand drawn (ovvero disegnato a mano),  è stato distribuito nel novembre 2022 per Nintendo Switch, PlayStation 4, PlayStation 5, Xbox Series X/S e PC.[4] Il giocatore può scegliere tra due modalità di gioco: Arcade, una ripresa pari pari della versione originaria per le sale giochi, ed Extended, una sua espansione, presentante livelli più lunghi e di conseguenza una difficoltà maggiore (che si nota anche negli scontri coi boss).

Altri
- Franky, Joe & Dirk: On The Tiles (1993), crossover, puzzle delle caselle a scorrimento, con i personaggi: Dirk di Dragon's Lair e Franky di The Adventures of Dr. Franken.[5]
- Joe & Mac Return (1994), qui cambia il gameplay, viene ripresa la formula già usata nell'arcade Tumblepop.[6]
- Joe & Mac: Ultimate Caveman Collection (2017) antologia dei primi due titoli più Congo's Caper[7]